# East Kaibab Monocline
Die East Kaibab Monocline ist eine geologische Störung in Form einer Monoklinale im Südwesten des Colorado-Plateaus.

## Geographische Lage

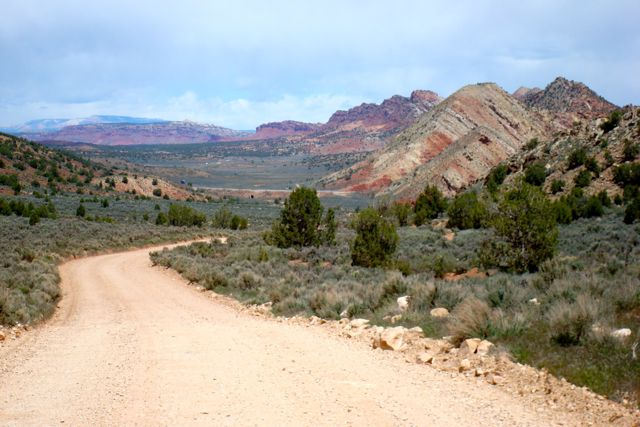
House Rock Valley Road im Bereich des Cockscombs

Die rund 240 Kilometer lange Störungszone folgt dem östlichen Rand des Kaibab-Plateaus im Süden Utahs und im Norden Arizonas. Ausgehend vom Table Cliff Plateau nahe dem Bryce-Canyon-Nationalpark im Norden endet sie mit der Palisades Fault im Südosten des Grand Canyons.

## Geologie
Die in Nord- und Nordnordost-, am Südende auch in Süssüdost verlaufende Störung führte im Rahmen der Laramischen Gebirgsbildung vor 50 bis 80 Millionen Jahren zu einer monoklinalen Auffaltung der Deckschichten aus Sedimentgesteinen des Paläozoikums und des Mesozoikums. Die Ostvergenz der Monoklinale – die Schichten fallen steil in östlicher Richtung ab – erklärt sich durch die aufschiebenden Bewegungen zweier fast parallel im Abstand weniger hundert Meter verlaufender Verwerfungen des präkambrischen Grundgebirges. Neben rein kompressiver Einengung in ost-westlicher Richtung zeigt die East Kaibab Monocline aber auch Strukturen mit rechtssinnigem Seitenversatz.
Die East Kaibab Monocline gliedert sich in ihrem südlichen Bereich in mehrere Arme auf:
1. Grandview-Segment
2. Black-Point-Segment
3. Coconino-Segment
4. Palisades-Segment

## Geomorphologie
Die Erosion hat die Monoklinale in eine Reihe von Erhebungen und Tälern aus bunt-gestreiften Gesteinsschichten verwandelt, die spektakulärsten Abschnitte stehen im Grand Staircase-Escalante National Monument unter besonderem Schutz. Die Störung durchquert auch das Vermilion Cliffs National Monument und den Grand Canyon Nationalpark, wo sie vom Tatahatso Point aus deutlich sichtbar ist.

## Cockscomb

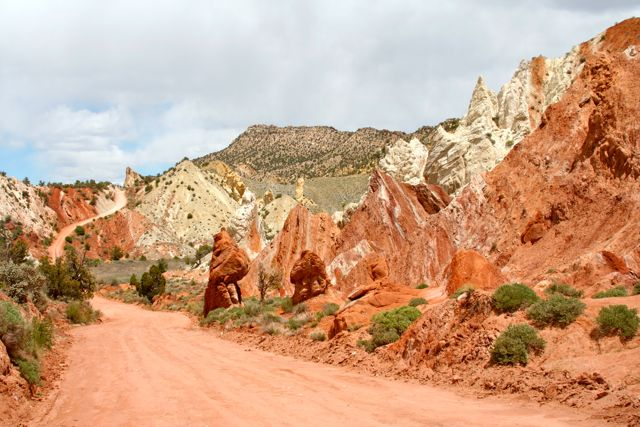
Felsformationen entlang der Cottonwood Canyon Road

Der Cockscomb (deutsch: Hahnenkamm) genannte zentrale Teil der East Kaibab Monocline erstreckt sich vom Canaan Peak östlich des Kodachrome Basin State Park bis zum House Rock Valley. Insbesondere in diesem Bereich treten verschieden gefärbte kreidezeitliche Sandsteine der Wahweap Formation zutage. Messungen zur Mächtigkeit der Ablagerungen haben ergeben, dass zumindest im Zentralabschnitt der Momoklinale die Form der Störung nicht nur durch eine Flexur des Sedimentgesteins über unterschiedlich stark gehobenem Grundgebirge erklärt werden kann.
Am Cockscomb, der vollständig im Bereich des Grand Staircase-Escalante National Monument und des Vermilion Cliffs National Monument gelegen ist, wurden entlang der Mulde unbefestigte Straßen (Cottonwood Canyon Road, House Rock Valley Road) angelegt, die eine einfache Erschließung dieses beliebten Wandergebietes zulassen. Nahe dem Durchbruch des Paria River durch den Cockscomb durchquert der U.S. Highway 89 im Fivemile Valley die Störungszone.